# Hamilton-Angst-Skala
Die Hamilton-Angst-Skala  auch Hamilton Angstskala (HAM-A oder HAMA) ist ein Fragebogen, mit dem die Schwere einer Angststörung durch Fremdbeurteilung festgestellt  werden kann. Der Fragebogen wurde von Hamilton im Jahr 1959 in englischer Sprache veröffentlicht. Es gibt verschiedene Übersetzungen, wobei meistens die aus der Skalensammlung CIPS von 1996 verwendet würde. Zur Stellung der Diagnose soll der Fragebogen nicht verwendet werden. Er besteht aus 14 Fragen (13+1?) zu unterschiedlichen Symptomgruppen, die auf einer fünfstufigen Skala eingeschätzt werden sollen. Die Symptomgruppen werden durch einen Begriff und eine Reihe von Symptomen als Anhaltspunkt zur Beurteilung präzisiert. Dabei werden psychische Angstsymptome getrennt von körperlichen erfasst. Die Auswahl der Fragen sei aber für Patienten mit einer Panikstörung oder sozialen Phobie wenig geeignet. Der Beurteilungszeitraum bezieht sich auf die vergangene Woche. Die Bearbeitungszeit für das Interview wird auf 30 Minuten geschätzt, wobei die Beurteilung nicht durch direkte Befragung erfolgt. Wenn der Patient bereits länger bekannt ist, könnte die Bearbeitung schneller erfolgen. In Untersuchungen habe sich keine ausreichende Abgrenzung zu depressiven Symptomen ergeben (Divergente Validität). Es gibt Erfahrungswerte mit Patienten im Alter zwischen 18 und 65 Jahren. Das erfasste Konstrukt beziehe sich auf den ängstlich-neurotischen Zustand nach ICD-9. Es gebe allerdings keine Normwerte aufgrund einer Eichstichprobe, wobei eine Veröffentlichung entsprechender Werte angekündigt sei (Stand 2005).